# Bosatsu Kannon

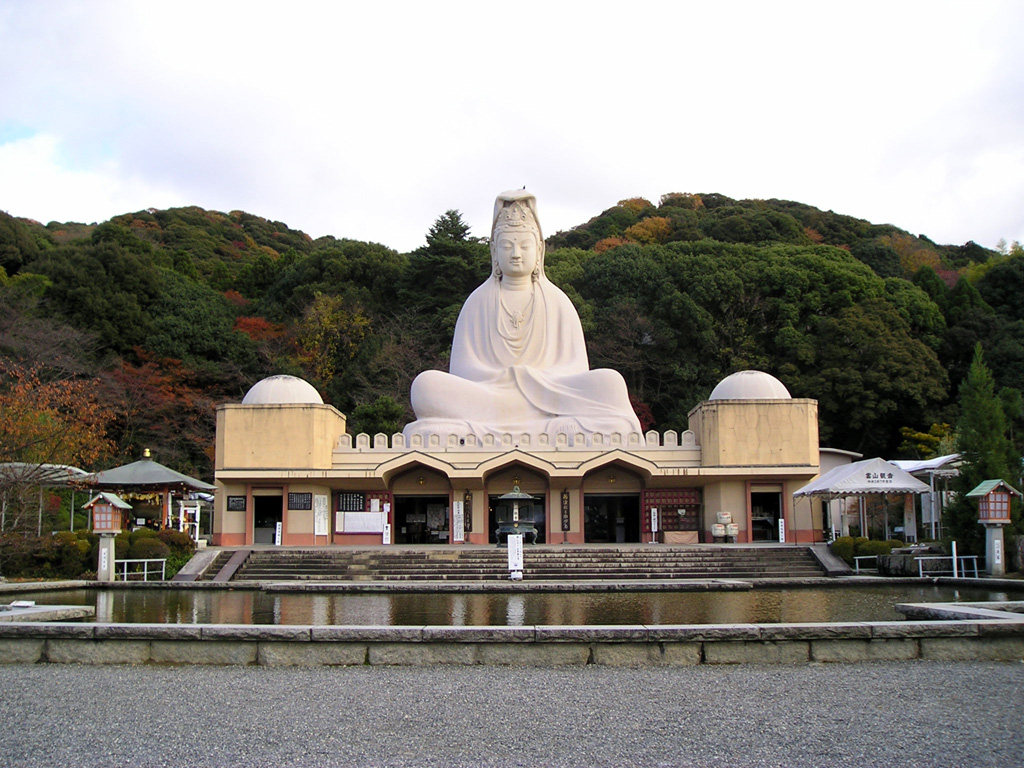
Ryōzen-Kannon, pomnik ku czci poległych w wojnie na Pacyfiku, Kioto, wys. 24 m

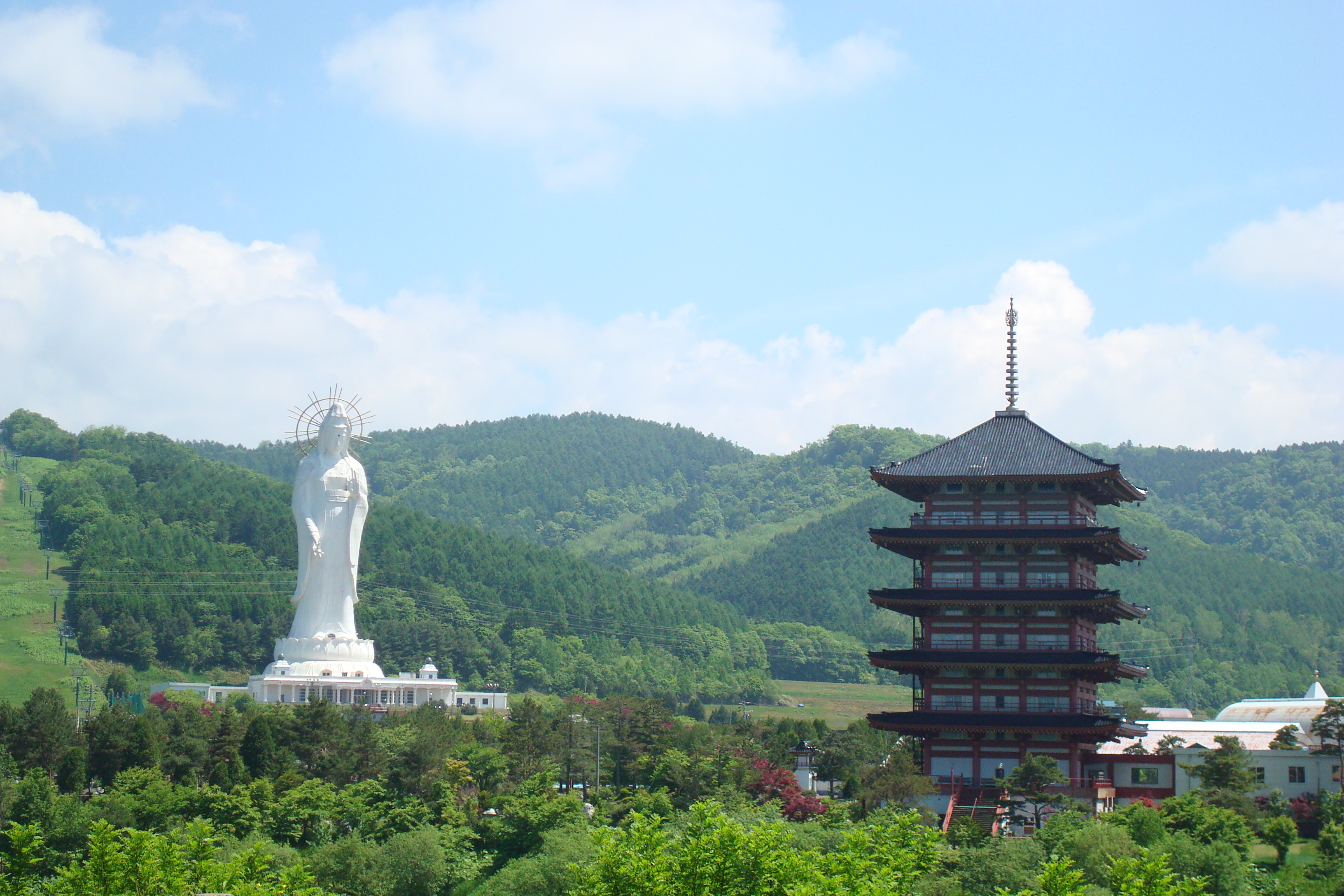
Dai-Kannon w Ashibetsu, Hokkaido, wys. 88 m

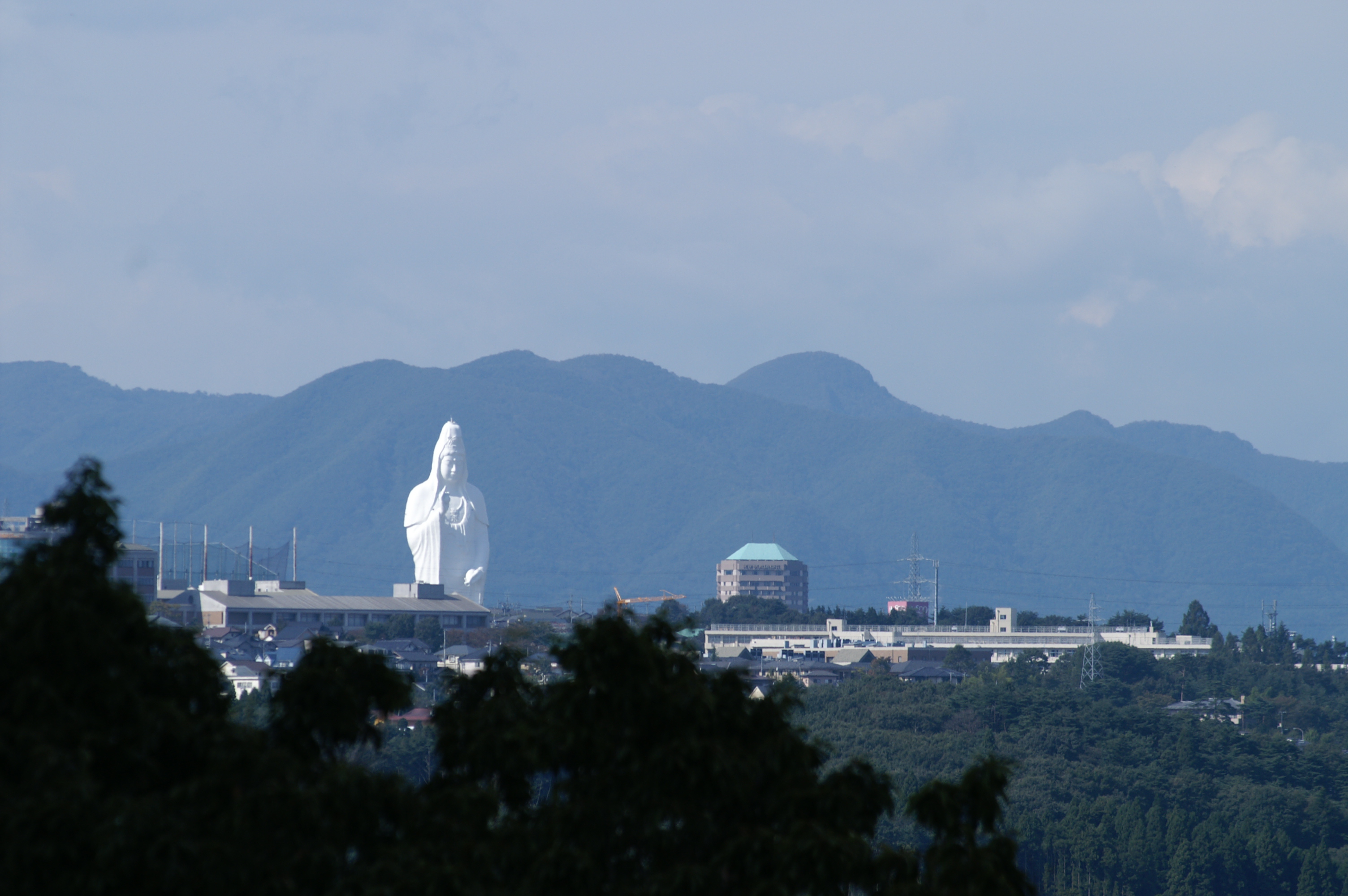
Dai-Kannon (Byakue Kannon) w Sendai, prefektura Miyagi, wys. 100 m, najwyższa statua świata w latach 1991-1993

Kannon Bosatsu (jap. 観音菩薩 Bodhisattwa Kannon; w skrócie: 観音 Kannon; pełna nazwa: 観世音菩薩, Kanzeon Bosatsu) – japoński odpowiednik chińskiej Guanyin, sanskryckiego Awalokiteśwary czy Lokeśwary - istota boska, która pojawia się w trzydziestu trzech różnych formach (postaciach, objawieniach), aby ratować ludzi przed bólem i cierpieniem, bogini miłosierdzia i łaski.

## Nazewnictwo
Kannon nie jest buddą, ale bodhisattwą (jap. bosatsu, bodaisatta), a więc istotą, która jest w stanie osiągnąć nirwanę (jap. nehan, najwyższe oświecenie), ale opóźnia to poprzez współczucie dla cierpiących istot. W powszechnym przekonaniu bosatsu jest postrzegany jako boska istota obdarzona bezgranicznym współczuciem, która pomaga tym, którzy znajdują się w niebezpieczeństwie.

## Historia
Podobnie jak Jizō Bosatsu, z pierwszą falą buddyzmu, która dotarła na archipelag w okresie Asuka (538–710), przybył poprzez Chiny również hinduski bodhisattwa Awalokiteśwara. W Indiach uważany był za spirytualnego syna Buddy Amidy. W Chinach postać ta, łączona z bóstwami taoistycznymi, przeszła osobliwą zmianę płci – z męskiego bodhisattwy przerodziła się w żeńskie bóstwo, boginię łaski Guanyin. Po zjaponizowaniu imienia stała się Kannon (z szacunkiem Kannon-sama) i w przekonaniu większości wyznawców jest ona płci żeńskiej. Nieczęsto jednak spotyka się obrazy i posągi, które można by uznać za wizerunki czysto żeńskie lub męskie. Większość z nich przedstawia postać o niesprecyzowanej płci.
Awalokiteśwara zatrzymał się przed osiągnięciem ostatecznego wyzwolenia, aby pomagać ludziom, wskazując im drogę wyzwolenia. Aby działać skutecznie przybiera trzydzieści trzy różne osobowości w zależności od tego, z kim ma do czynienia. To założenie teologiczne znalazło wyraz w pielgrzymkach do „trzydziestu trzech miejsc świętych w prowincjach zachodnich”. Stały się one popularne ponad 1200 lat temu i trwają nadal z różnym nasileniem w różnych okresach historycznych. W pierwszym okresie ograniczały się do trzydziestu trzech świątyń w rejonie Nara–Kioto. Obecnie są odbywane także do tyluż świątyń w innych regionach, np. w rejonie Tokio.
Powstanie szlaku pielgrzymkowego wyjaśnia następująca legenda. W VIII wieku buddyjski kapłan o imieniu Tokudō, założyciel świątyni Hase-dera w Nara, tymczasowo zmarł i dostał się do buddyjskiego piekła. Tam spotkał Enmę, króla Piekła, który powiedział mu: „Wielu zostało wysłanych do piekła z powodu swoich złych uczynków w poprzednich żywotach. Proszę, naucz ludzi, że mogą zdobyć zasługi, odwiedzając święte miejsca Kannon i ufając w jej współczujący umysł”. Tokudō otrzymał pisemną rękojmię i trzydzieści trzy pieczęcie w kształcie klejnotu spełniającego życzenia. Miały one posłużyć jako symboliczne przepustki do odrodzenia się w raju Czystej Krainy. Po powrocie do życia, kapłan rozdał pieczęcie trzydziestu trzem świątyniom w zachodniej Japonii.
Według Sutry Lotosu (Hokekyō), znanej również jako Kannon Sutra, każdy może przezwyciężyć wszelkiego rodzaju próby i udręki, jeśli wierzy Kannon. Liczba trzydzieści trzy jest nawiązaniem do Kannon, która może pojawić się w trzydziestu trzech różnych postaciach, mających na celu ocalenie czujących istot.

## Kult
Kult Kannon, podobnie jak kult Jizō, szybko zyskał ogromną popularność i mocną pozycję w szerokich rzeszach społeczeństwa ze względu na jej nieograniczone miłosierdzie dla ludzi chorych, słabych, dotkniętych nieszczęściem oraz ze względu na przekonanie o jej skuteczności w odpowiadaniu na modlitwy do niej. Może się wydawać, że zakresy „funkcji” przypisywanych obu bosatsu (bóstwom) pokrywają się. Nigdy jednak nie kolidowały one ze sobą. Jizō jest szczególnie popularny wśród ludności wiejskiej i niższych warstw miejskich, a Kannon od wieków miała wyznawców wśród arystokracji i kupców. Podziału takiego nie można traktować zbyt ściśle, ale łatwo zauważyć, że liczne świątynie poświęcone Kannon należą do najbogatszych, a stojący w polu lub na rozstaju dróg Jizō – zazwyczaj w postaci mnicha – musi się zadowolić, i to niezbyt często, drewnianym daszkiem nad głową.
Arystokratyczny w swoich początkach charakter kultu Kannon wpłynął na rozwój twórczości artystycznej, która w wielu przypadkach osiągnęła poziom skarbów narodowych. W samej tylko świątyni Hōryū-ji, ufundowanej w 607 roku przez księcia-regenta Shōtoku (574–622), znajduje się kilka posągów Kannon tak wysokiej rangi. Najsławniejsze z nich to:
- Kudara-Kannon, VII wiek, dzieło rzeźbiarza z koreańskiego królestwa Kudara (Baekje, Paekche); wysmukła postać o wys. 209,4 cm, wykonana z drewna kamforowego; posąg był prezentowany na wystawie w paryskim Luwrze w 1997 roku;
- Kuze-Kannon, Guze-Kannon (Kannon Wyzwolicielka), VII wiek, podobnie stylizowana figura z drewna kamforowego o wys. 214,5 cm z ogromną aureolą;
- Yumetagae-Kannon, Yumechigai-Kannon (Kannon Odmieniająca Sny), VIII wiek, figura o wys. 86,9 cm wykonana z brązu; panuje przekonanie, że obdarzona jest mocą przemieniania złowieszczych snów w sny przynoszące szczęście; jej prawa dłoń jest skierowana do przodu w rytualnym geście abhajamudra (semuiin), który reprezentuje nieustraszoność i ochronę[5]).

Najsłynniejszy posąg Jūichimen-Kannon (Kannon o Jedenastu Twarzach) znajduje się w świątyni Hase-dera (świątynia szkoły Jōdo-shū (Czystej Ziemi) w Kamakurze. Podlega jej ponad trzy tysiące sanktuariów w całym kraju. W skarbcu świątyni znajdują się pięćdziesiąt dwa zwoje opowieści o cudach dokonanych przez Kannon. Jedna z nich – przytoczona poniżej w sekcji „Droga” – została zawarta w zbiorze krótkich opowiadań setsuwa, zatytułowanym Konjaku monogatari (Opowieści o dawnych wydarzeniach”), sporządzonym pod koniec okresu Heian (794–1185). Wśród nich są opowieści o tematyce świeckiej i religijnej, zwłaszcza wyjaśniające różne aspekty buddyzmu.

## Legendy

### Połów
W VII wieku dwaj bracia rybacy z małej wioski o nazwie Asakusa wyłowili siecią w rzece Miyato (ob. Sumida) posążek jakiejś postaci. Nie wiedzieli, co to jest i wrzucili go z powrotem do wody. Łowiąc w innych miejscach wciąż zamiast ryb znajdowali w sieci ten sam posążek. W końcu zabrali go ze sobą do domu. Gdy pokazali go zarządcy ich wioski, ten rozpoznał w posążku bosatsu Kannon i z własnego domu uczynił małą świątynkę. Wieść się rozniosła i coraz więcej ludzi przybywało, aby czcić Kannon. W końcu przybył tam z pielgrzymką kapłan buddyjski o imieniu Shōkai i zbudował specjalny pawilon dla Kannon, ale po objawieniu, którego doznał we śnie, ukrył posążek, który później nigdy nie był pokazywany. W połowie IX wieku mnich, podróżnik, filozof i rzeźbiarz Ennin (794–864) wykonał kopię statuetki, którą umieszczono w centrum wewnętrznego sanktuarium do okazyjnego wystawiania publicznego. Tak powstała w Tokio świątynia buddyjska Sensō-ji poświęcona Kannon.

### Posąg
Jak głosi legenda, pewien mnich o imieniu Tokudō żyjący w VIII wieku postanowił wyrzeźbić posąg Kannon z ogromnego kamforowca. Drzewo było jednak tak duże, że postanowił stworzyć dwa posągi. Jeden z nich został przeznaczony dla świątyni Hase-dera w mieście Nara, a drugi wrzucono do morza, aby sam wybrał sobie miejsce swojego kultu. Figura bosatsu wypłynęła na brzeg na półwyspie Miura w 736 roku w pobliżu Kamakury, gdzie zbudowano świątynię o tej samej nazwie Hase-dera (pełna nazwa: Kaikō-zan Jishō-in Hase-dera).

### Droga
Pewien szlachetnie urodzony mężczyzna popadł w skrajną nędzę i udał się do świątyni Hase-dera, gdzie nic nie jedząc, modlił się o poratowanie przez wiele dni. Zwróciło to uwagę mnichów, którzy nakarmili go, aby nie zbezcześcił świętego miejsca, umierając tam z głodu. Mężczyzna odzyskał siły i modlił się nadal. Wreszcie dwudziestej pierwszej nocy miał sen-widzenie. Ukazał mu się mnich i powiedział, aby opuścił świątynię, a po wyjściu nie pogardził niczym, co mu wpadnie w rękę. Następnego dnia mężczyzna posłuchał rady. Przekraczając bramę świątyni, potknął się i przewrócił, a kiedy wstał, w ręku znalazł słomkę. Wydało mu się, że to niepokaźny dar od Kannon, ale słomki nie wyrzucił. Gdy znalazł się na drodze, uparty giez zaczął mu latać koło głowy. Złapał go, zawiązał odwłok słomką i zabrał ze sobą. Młoda dziewczyna niesiona gościńcem w lektyce zobaczyła dziwną zabawkę i poprosiła mężczyznę, aby jej dał. W zamian podarowała mu trzy mandarynki. 
W dalszej drodze mężczyzna spotkał bogatego pana, który konał z pragnienia. W pobliżu nigdzie nie było wody i podarowane mandarynki ugasiły jego pragnienie. Z wdzięczności podarował mężczyźnie trzy sztuki płótna i zaprosił go do swojej rezydencji w stolicy. Idąc dalej zobaczył jeźdźca na wspaniałym wierzchowcu. Koń nagle padł, zrozpaczony jeździec kazał trupa usunąć z drogi, a sam przesiadł się na innego konia i odjechał. Widzący to mężczyzna podszedł do sługi i po krótkiej perswazji odkupił trupa za jedną sztukę płótna. Kiedy uradowany sługa oddalił się, mężczyzna zwrócił się twarzą w kierunku Hase-dery i poprosił o pomoc miłosierną Kannon. Modlitwa była skuteczna i w dalszą drogę udał się na ożywionym przez nią wierzchowcu. Drugą sztukę płótna wymienił na siodło, a za trzecią kupił jedzenie dla siebie i paszę dla konia. Dotarłszy do stolicy, udał się do domu pana, który dał mu płótno za mandarynki. Panu spodobał się piękny koń i kupił go za pole ryżowe i pewną ilość ryżu w ziarnach. Mężczyzna pół pola wydzierżawił, a pół uprawiał sam z zyskiem dla siebie. Zbudował także dom i żył w dostatku. Nigdy jednak nie zapomniał o wdzięczności dla Kannon.

## Galeria
- 1. Maria-Kannon – Maryja w postaci Kannon, czczona przez „ukrytych chrześcijan” (kakure-kirishitan); kamuflaż służył wyznawcom chrześcijaństwa do ukrycia swojej wiary
- 2. Kudara-Kannon – replika posągu ze świątyni Hōryū-ji, wykonana dla British Museum w latach 30. XX wieku
- 3. Guze-Kannon (także: Guse-Kannon), skarb narodowy w świątyni Hōryū-ji, Kioto
- 4. Yumetagae-Kannon (także: Yumechigai-Kannon), skarb narodowy w świątyni Hōryū-ji, Kioto
- 5. Takasaki-Kannon – posąg zbudowany w 1936 r. o wys. 41,8 m w Maebashi, w prefekturze Gunma
- 6. Jundei-Kannon (także: Juntei-Kannon) – figurka o wys. 27 cm w Muzeum Etnograficznym w Genewie

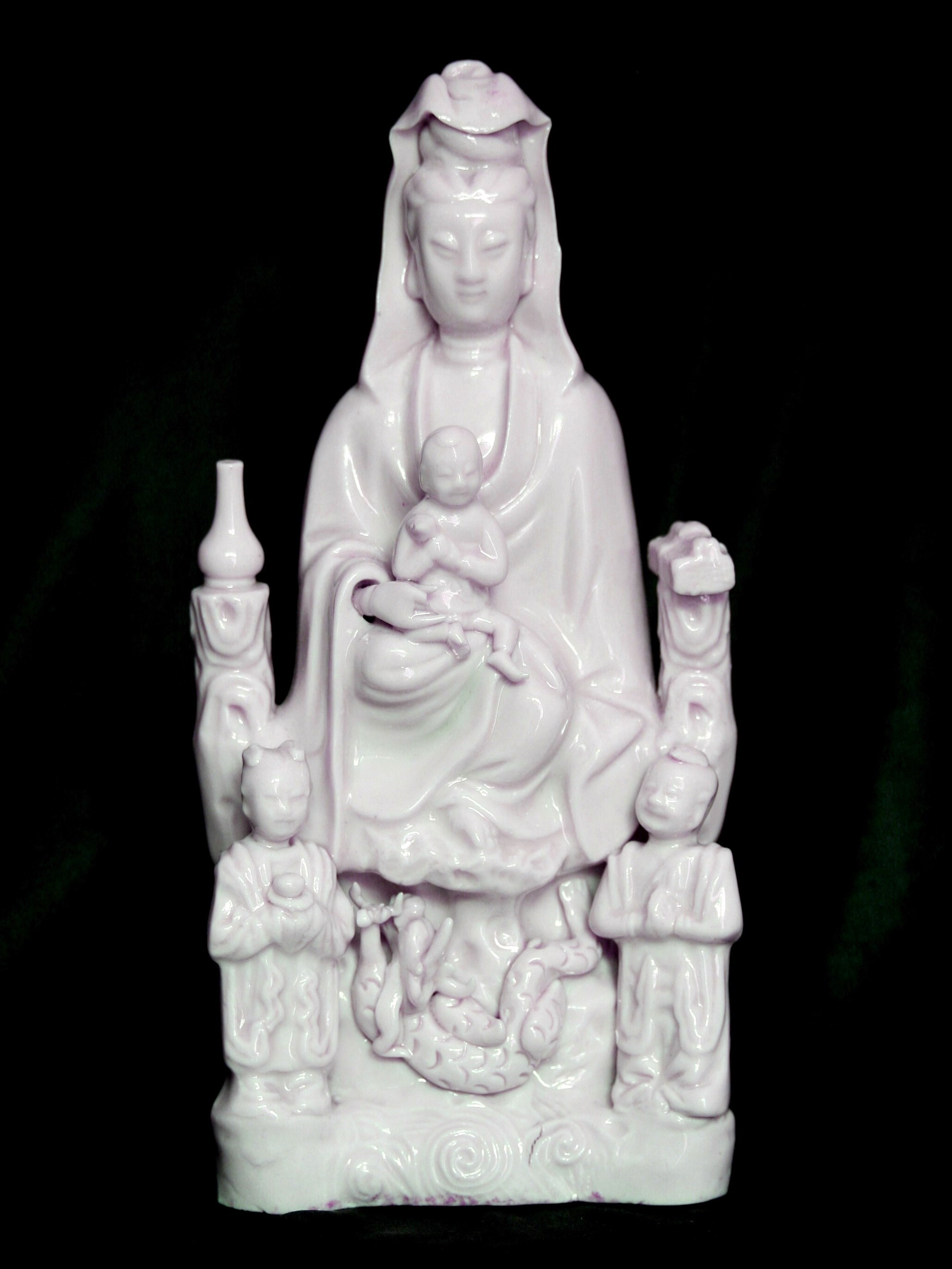
1
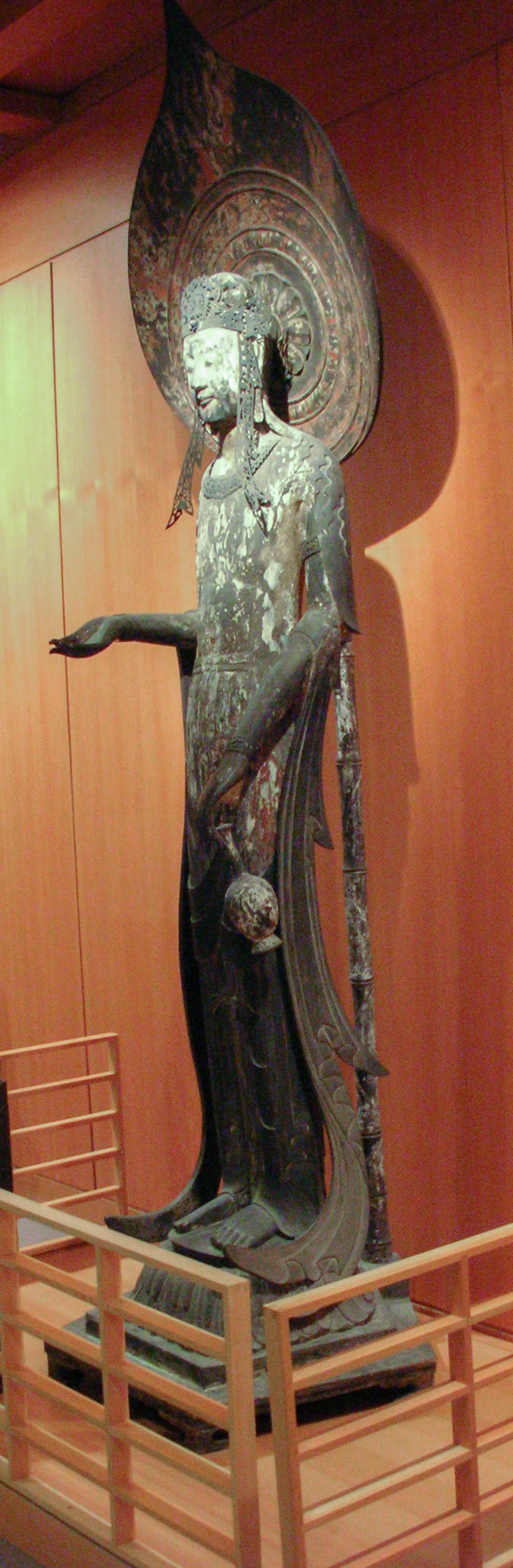
2
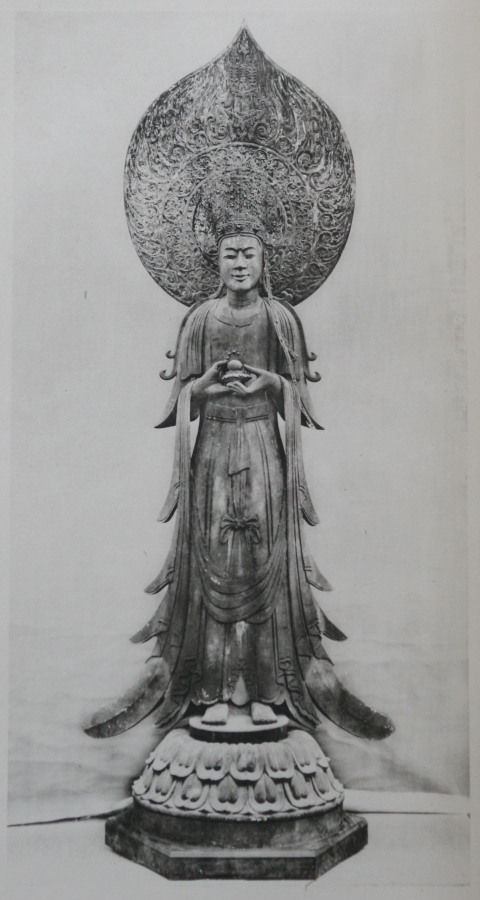
3
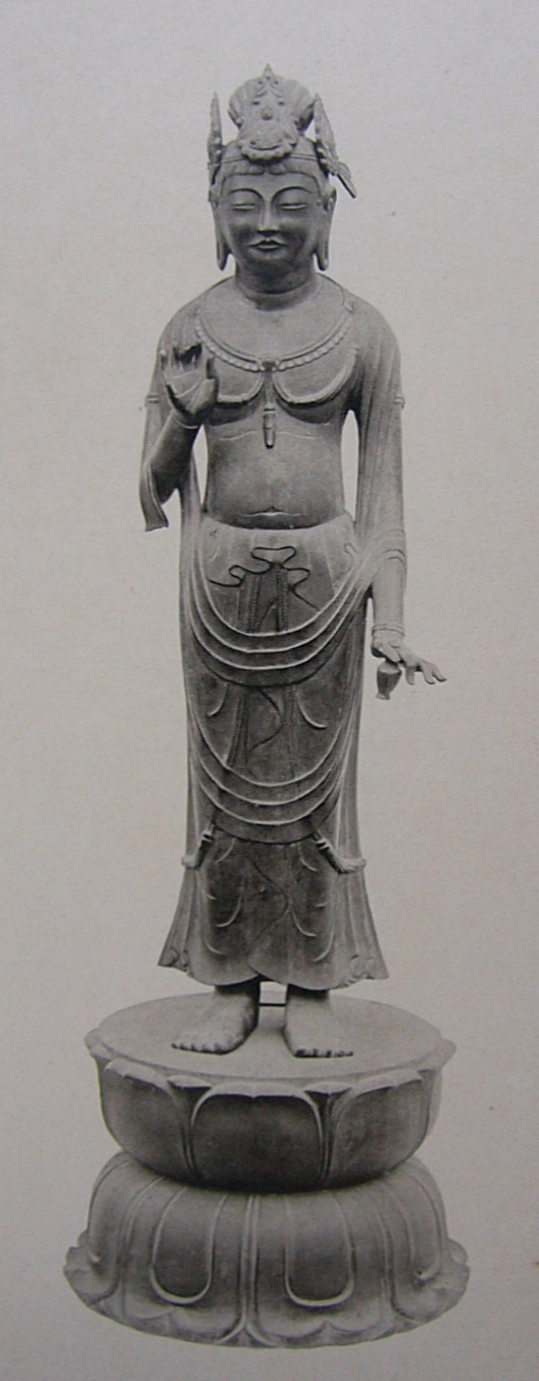
4
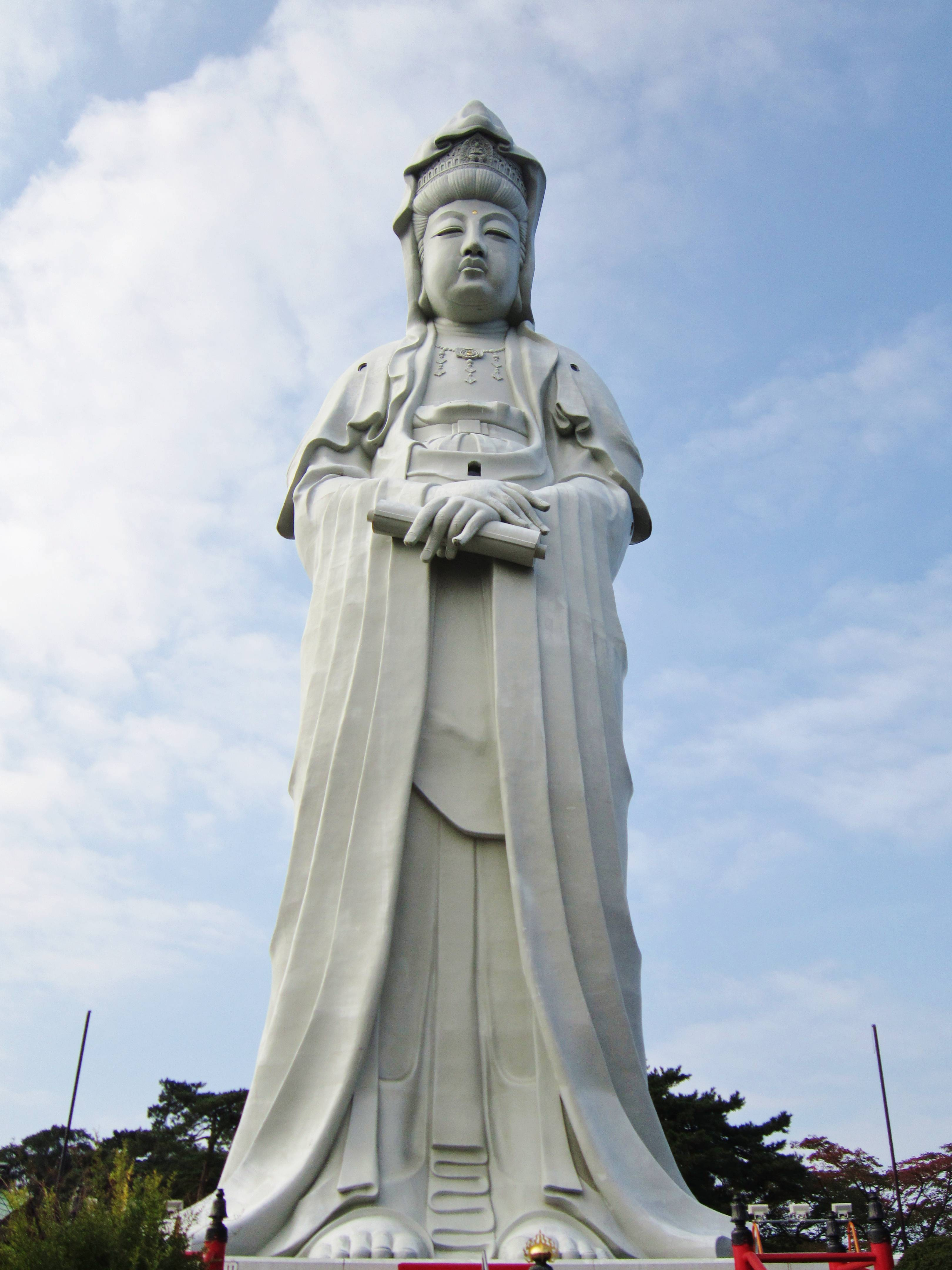
5
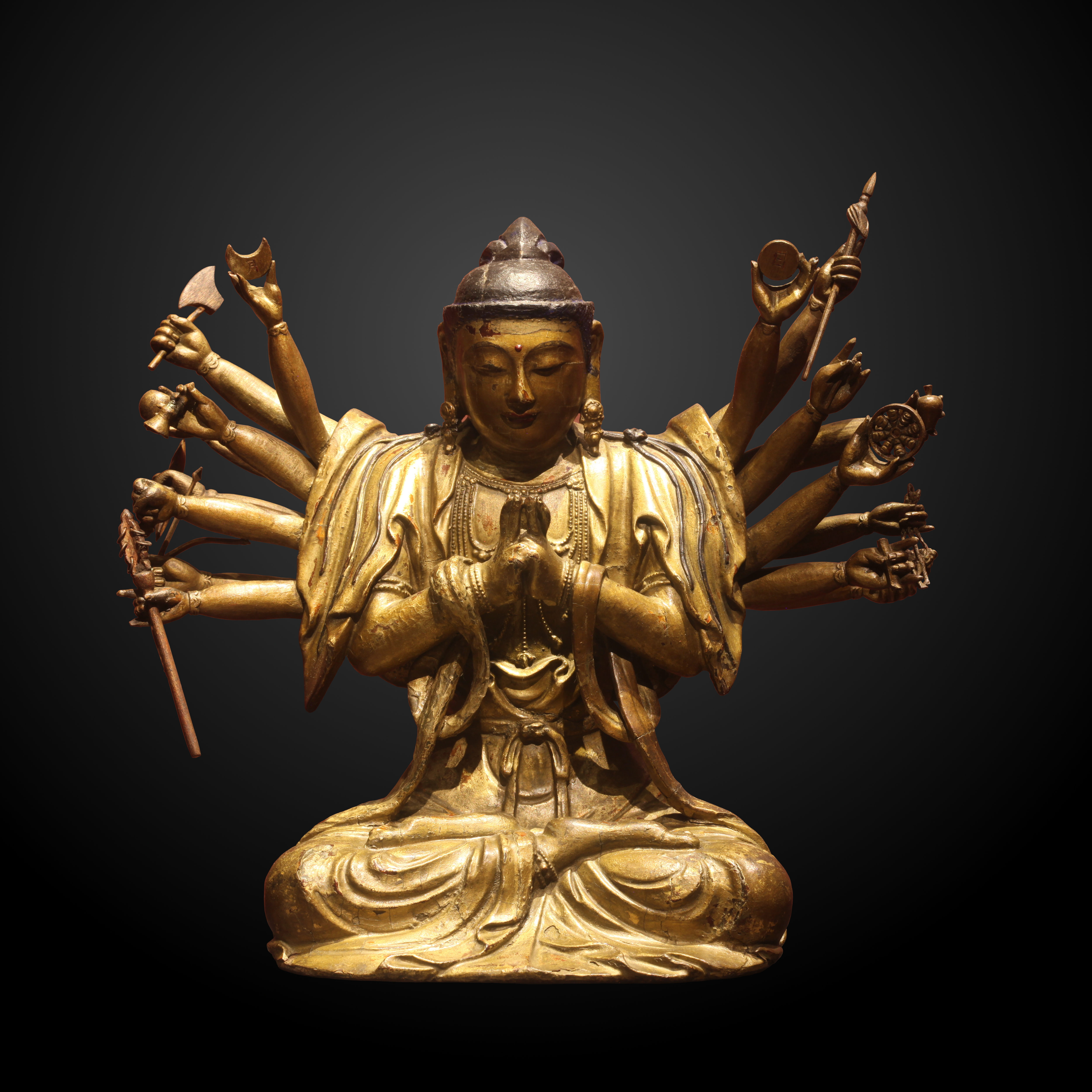
6